# خواهران پوگات
خواهران پوگات (انگلیسی: Phogat sisters) شش خواهر از ایالت هاریانا در هند هستند که تمام آنها کشتی‌گیر می‌باشند. بر اساس تولد، به ترتیب گیتا کوماری، بابیتا کوماری، پریانکا، ریتو، وینش پوگات و سانگیتا هستند. در حالی که گیتا، بابیتا، ریتو و سانگیتا، دختران ماهاویر سینگ پوگات، مربی و کشتی‌گیر سابق هستند پریانکا و وینش بعد از آنکه پدر آنها، برادر کوچکتر ماهاویر وقتی آنها سن کمی داشتند فوت کرد توسط ماهاویر بزرگ شدند. تمام شش نفر آنها در بالالی، روستای زادگاه خود در بخش بهیوانی، ورزش کشتی را توسط ماهاویر تعیلم دیدند.
گیتا، بابیتا و وینش در ردهٔ وزنی مختلف در بازی‌های کشورهای همسود مدال طلا به دست آورده‌اند، درصورتی که پریانکا در مسابقات قهرمانی کشتی آسیا صاحب یک مدال نقره گردیده است. ریتو دارای مدال طلای مسابقات قهرمانی ملی است.
موفقیت خواهران پوگات، به ویژه با در نظر گرفتن موضوعات اجتماعی رایج در هاریانا همچون نابرابری جنسیتی، سقط جنین زنان و کودک‌همسری مورد توجه پراهمیت رسانه‌ها قرار گرفت.

## پس‌زمینه
ماهاویر سینگ پوگات، کشتی‌گیر سابق اهل روستای بهیوانی در ایالت هاریانا است که بعد مربی کشتی شد. پدر او، مان سینگ هم کشتی‌گیر بود. هنگامی که وزنه‌بردار کارنام مالسواری، به اولین زن هندی تبدیل شد که در بازی‌های المپیک سال ۲۰۰۰ مدال کسب کرد، ماهاویر به این فکر افتاد که دختران خود را در رشتهٔ کشتی آموزش دهد. این عمل او همچنین تأثیر پذیرفته از مربی خودش، چاندی رام می‌باشد که به دخترانش کشتی تعلیم داده بود. زن ماهاویر به خاطر می‌آورد که به شوهرش گفت: «به او گفتم که دختران را به سمت ورزش نبر. من نگران بودم که وقتی آنها مانند پهلوان‌ها، شلوارک می‌پوشند و موهای خود را کوتاه می‌کنند، چگونه قرار است در آینده ازدواج کنند.» ماهاویر در مورد مخالفت روستایی‌ها با موضوع تعلیم کشتی به دخترانش گفت: «همه می‌گفتند که با این کار، من باعث شرمندگی روستای خود خواهم شد ولی تصور من بر این بود که اگر زنی می‌تواند نخست‌وزیر این کشور باشد، چرا نتواند کشتی‌گیر شود؟»

## مشخصات
| نام           | تاریخ تولد              | ردهٔ وزنی   |
| ------------- | ----------------------- | ---------- |
| گیتا پوگات    | ۱۵ دسامبر ۱۹۸۸ ‏(۳۶ سال) | ۶۲ کیلوگرم |
| بابیتا کوماری | ۲۰ نوامبر ۱۹۸۹ ‏(۳۵ سال) | ۵۲ کیلوگرم |
| پریانکا پوگات | ۱۲ مهٔ ۱۹۹۳ ‏(۳۲ سال)     | ۵۵ کیلوگرم |
| ریتو پوگات    | ۲ مهٔ ۱۹۹۴ ‏(۳۱ سال)      | ۴۸ کیلوگرم |
| وینش پوگات    | ۲۵ اوت ۱۹۹۴ ‏(۳۰ سال)    | ۴۸ کیلوگرم |
| سانگیتا پوگات | ۵ مارس ۱۹۹۸ ‏(۲۷ سال)    | ۵۵ کیلوگرم |

## در فرهنگ عامه
فیلم بالیوود به نام دنگل که در روز ۲۳ دسامبر ۲۰۱۶ در هند اکران شد، بر اساس داستان زندگی خواهران پوگات، گیتا و بابیتا ساخته شد.